# Anthony Brindisi
Anthony Joseph Brindisi (Utica, 22 novembre 1978) è un politico statunitense, membro della Camera dei Rappresentanti per lo stato di New York dal 2019 al 2021.

## Biografia
Nato a Utica, nello stato di New York, da Louis e Jacqueline Brindisi, è cresciuto insieme ad altri cinque fratelli. La madre è morta di un tumore quando lui aveva quattro anni. Ha frequentato il Mohawk Valley Community College prima di diplomarsi al Siena College nel 2000 laureandosi in seguito in giurisprudenza alla Albany Law School nel 2004. Inizia a lavorare nello studio legale fondato dal padre, successivamente ottiene un posto nel Consiglio scolastico di Utica.
Entra per la prima volta in politica nel 2011 quando, vincendo un'elezione suppletiva, viene eletto all'Assemblea generale di New York, dove è poi rieletto varie volte rimanendovi fino al 2018.
Nel 2018 si candida alle elezioni di mid-term per il seggio della Camera dei Rappresentanti del ventiduesimo distretto dello stato di New York e batte la deputata uscente repubblicana Claudia Tenney entrata al Congresso due anni prima in un'elezione molto combattuta con il 50,9% dei voti.